# کنتارو تاکاهاشی
کنتارو تاکاهاشی (انگلیسی: Kentaro Takahashi؛ زادهٔ ۸ فوریهٔ ۱۹۹۵) بازیکن والیبال اهل ژاپن است.